# North Ness (udde)
North Ness är en udde i Storbritannien.   Den ligger i kommunen Orkneyöarna och riksdelen Skottland, i den norra delen av landet, 800 km norr om huvudstaden London. North Ness ligger på ön Hoy.
Terrängen inåt land är platt åt sydost, men åt nordväst är den kuperad. Havet är nära North Ness åt sydost.  Närmaste större samhälle är Stromness, 18,5 km norr om North Ness. 